# Fossilarium de Notre-Dame-du-Nord
Le Fossilarium de Notre-Dame-du-Nord, anciennement appelé Centre thématique fossilifère, est un musée présentant au grand public une collection importante de fossiles provenant du monde entier. Il est situé à Notre-Dame-du-Nord, dans la région touristique de l’Abitibi-Témiscamingue, au Québec.

## Description
Le Fossilarium a été de nombreuses fois candidat à des prix d’excellence dans la catégorie «Attraction touristique accueillant moins de 25000 visiteurs par année», des Grands Prix du Tourisme décernés par la région de l’Abitibi-Témiscamingue. 
Il se trouve dans un bâtiment spécialement aménagé à cet effet depuis 1997, bien que la collection qu’il présente soit l’œuvre d’une géologue, Andrée Nault, qui a débuté la collecte de fossiles en 1988. Le Fossilarium a pu voir le jour grâce à d’importantes donations, en particulier celles de la ville de Notre-Dame-du-Nord et de Rodéo du camion (évènement touristique de la région). 
Le musée fait aussi l'interprétation des fossiles. C’est pour cette raison qu’une géologue spécialisée en paléontologie est attachée au musée depuis sa création.

## Missions principales
Le Fossilarium entend répondre à deux principaux objectifs, qui sont le développement touristique de la région, mais aussi la préservation de la mémoire du patrimoine régional.
Le musée, à travers une présentation ludique et interactive, est aussi une source de découverte de vocations scientifiques pour toutes les catégories d'âge. Il s’attache également à développer l’industrie touristique de la région, et de ce fait l’économie régionale, en offrant des activités variées, pouvant convenir à une clientèle diversifiée. En effet, le musée se veut avant tout une attraction touristique  familiale, mais offre si bien des services de découverte totale que des services plus approfondis, pour les personnes ayant déjà acquis des connaissances au sujet des fossiles.

## Activités proposées
Le musée offre une large palette d’activités et de services, composé de visites et d’excursions, de cueillette de fossiles, d’expositions temporaires ou permanentes, et enfin d’information à caractère scientifique.
Il permet également le développement d’une culture scientifique (géologique, paléontologique) des élèves de la région en les accueillant dans le cadre de visites scolaires, mais peut aussi servir de source d’informations aux enseignants. 
L’un des principaux attraits de ces activités est l’auto-cueillette de fossiles, qui, une fois ramassés, peuvent être conservés par son découvreur. Plusieurs sites font office de lieu de cueillette, et il existe différents forfaits, adaptés aux attentes et besoins de chacun.
Le musée offre également un service d’identification de fossiles de provenance personnelle, qui consiste à envoyer une photo par courriel du spécimen, dans l’attente d’une identification de la part du musée.
Le Fossilarium accueille aussi des expositions temporaires, qui ont un attrait commun avec le passé géologique régional, provincial, ou national.

## Préservation des sites
Le Fossilarium de Notre-Dame-du-Nord est attaché à la protection des sites qui sont exploités dans le cadre des visites et des cueillettes. En effet, ce lieu constitue un aspect patrimonial géologique important et rare, car il est le seul endroit au Québec présentant des fossiles datant d’il y a 460 millions d’années.
Pour ce faire, le musée a instauré une limite à la récolte de fossiles, car ces derniers constituent une ressource non-renouvelable. Dans leur enthousiasme, il peut aussi arriver que les excursionnistes dégradent involontairement les sites. Il se peut que certains fossiles soient laissés volontairement sur place pour les prochains visiteurs ainsi que pour la préservation de la valeur du site.
Ce centre d’interprétation se réserve également le droit de conserver certains fossiles rares afin de les ajouter à sa collection, afin d’être en mesure de les étudier ultérieurement.

## Médiagraphie
- Le Fossilarium, dans le bottin culturel de l'Abitibi-Témiscamingue, sur Culturat
- Fossilarium de Notre-Dame-du-Nord, site web officiel
- Tourisme Abitibi-Témiscamingue
- Réseau des musées de l'Abitibi-Témiscamingue
- Stéphanie Morin, «Une escale au Musée», journal La Presse (Montréal), mercredi 18 juin 2014
- «Le Fossilarium entreprend l'été dans ses nouveaux habits», ICI Radio-Canada, Abitibi-Témiscamingue, mardi 30 juin 2015